# Barbara Dobraczyńska
Barbara Dobraczyńska (ur. 5 września 1936 w Nieświeżu) – polska dziennikarka, reżyserka filmów dokumentalnych.

## Przebieg kariery zawodowej
Od 1945 mieszka w Sopocie. W 1954 ukończyła w tym mieście Liceum Ogólnokształcące im. Marii Curie-Skłodowskiej. W 1962 uzyskała absolutorium na Wydziale Lekarskim Akademii Medycznej w Gdańsku. W 1976 ukończyła w trybie zaocznym Studium Zawodowe Realizacji Filmowej i Telewizyjnej Programów Dziennikarskich na Wydziale Reżyserii Państwowej Wyższej Szkoły Teatralnej i Filmowej w Łodzi. Lata 1963–1986 to czas aktywności zawodowej w Telewizji Polskiej w Gdańsku. Pracę tę zakończyła pójściem na rentę. Zatrudniona była w gdańskiej telewizji jako spikerka telewizyjna. Dodatkowo współpracowała z zespołami redakcyjnymi ówczesnych programów informacyjnych: „Kronika Wybrzeża”, „Namiary”, „Studio N”. W 1964 otrzymała etat w redakcjach programów popularnonaukowych, redakcji artystycznej i redakcji programów dla dzieci i młodzieży. Jej dorobek obejmuje programy autorskie i współautorskie, które nadawane były na antenie ogólnopolskiej. Zrealizowała między innymi trzynastoodcinkowy cykl zatytułowany „Balet” z udziałem Janiny Jarzynówny-Sobczak, „Balet polski”, reportaże autorskie: „Moskiewska szkoła baletowa”, „Czy pani tańczy sama”. Reżyserowała filmy dokumentalne dla dzieci i młodzieży o tematyce morskiej, wśród których znalazły się comiesięczne cykle „Cała naprzód”, „Tak trzymaj” Zrealizowała także w oparciu o własne scenariusze trzy widowiska lalkowe z cyklu „Legendy wiślanego brzegu”. Współpracowała z programami „Teleranek”, „Przy kominku”, Siódemka”.

## Nagrody
- Odznaka „Za zasługi dla Gdańska” (1974);
- Złoty Ekran (1975);
- Odznaka „Zasłużony Pracownik Morza” (1985)[1].

## Matka chrzestna statku
Barbara Dobraczyńska jest matką chrzestną statku „Gdańsk II”, pojazdowca wyprodukowanego w 1983 w hiszpańskiej stoczni w Bilbao i przekazanego Polskim Liniom Oceanicznym. Pod koniec lat 80. popłynęła na pokładzie tego statku do Australii, gdzie spędziła rok. Od 6 marca 2014 Barbara Dobraczyńska należy do Klubu Matek Chrzestnych Statków Armatorów Wybrzeża Gdańskiego. Jest współautorką wystawy „Matki i statki, czyli duch w maszynie” zorganizowanej w 2015 w Gdańsku. Ekspozycja była przybliżeniem związków pomiędzy matkami chrzestnymi a statkami i ich załogami. Była gościem audycji radiowej Włodzimierza Raszkiewicza „Kawałek świata i herbata”.